# Snap-Lake-Diamantenmine

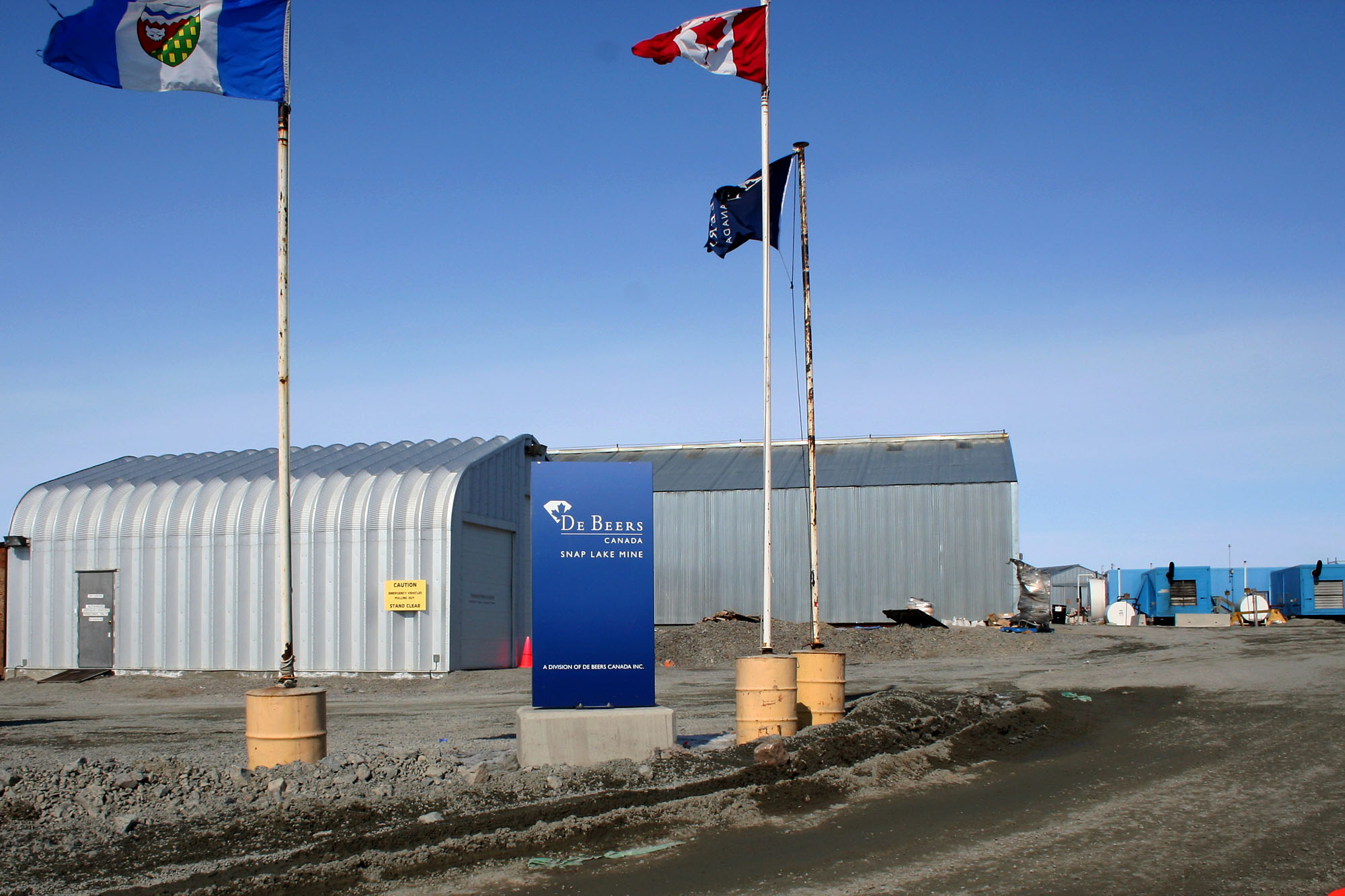
Eingang der Snap-Lake-Diamantenmine

Die Snap-Lake-Diamantenmine liegt 220 km nordöstlich von Yellowknife in den kanadischen Nordwest-Territorien. Sie wird von De Beers, dem größten Diamantenproduzent und -händler der Welt betrieben. Laut De Beers ist sie ihr erster reiner Diamanten-Untertagebau außerhalb von Afrika und der erste in Kanada.
Die Errichtung der Mine begann mit der Öffnung der Eisstraße Tibbitt to Contwoyto Winter Road im Winter 2005 und die Produktion startete am 16. Januar 2008. Am 25. Juli 2008 öffnete die Mine offiziell. Am 4. Dezember 2015 wurde die Produktion eingestellt, die Mine wird aber weiter unterhalten im Hinblick auf eine allfällige Wiedereröffnung („It [die Mine] was placed into care and maintenance on December 4, 2015“).
Die jährliche Fördermenge stieg von 440.000 Karat im Jahr 2009 auf 1.300.000 Karat im Jahr 2013.
Im Jahr 2015 arbeiteten 762 Mitarbeiter in der Mine; 244 gehörten der lokalen Bevölkerung an, darunter 120 Aboriginal, 98,8 waren Frauen, alle Angaben umgerechnet auf Personenjahre.
Die Gesamtkosten der Mine lagen Ende 2015 bei C $2,8 Milliarden.
Die Snap-Lake-Mine war Teil der Doku-Serie Ice Road Truckers und der Discovery-Channel-Reportage „Daily Planet Goes North - More Ice for the Arctic“. Die Eisstraße kann 6 bis 8 Wochen im Jahr genutzt werden, um die Mine mit Ausrüstung zu versorgen. Außerhalb dieser Zeit kann die Mine nur per Flugzeug erreicht werden.